# Список міністрів закордонних справ Бельгії

## Міністри закордонних справ Бельгії
1. Сільвен ван де Веєр — (1831);
2. Жозеф Лебо — (1831);
3. Етьєн де Соваж — (1831);
4. Фелікс де Мюленер — (1831–1832);
5. Альбер Жозеф Гобле д'Альвьелла — (1832–1834);
6. Фелікс де Мюленер — (1834–1836);
7. Бартелеми Теодор де Те де Мейландт — (1836–1840);
8. Жозеф Лебо — (1840–1841);
9. Каміль де Брієй — (1841–1843);
10. Фелікс де Мюленер — (1843–1845);
11. Адольф Дешам — (1845–1847);
12. Констан д'Оффшмидт — (1847–1852);
13. Анрі де Бруккер — (1852–1855);
14. Шарль Вілен XIII — (1855–1857);
15. Адольф де Врієр — (1857–1861);
16. Шарль Рожьє — (1861–1867);
17. Жюль Вандер Стишлен — (1868–1870);
18. Жюль Жозеф д'Анетан— (1870–1871);
19. Гійом д'Апремон Лінден — (1871–1878);
20. Вальтер Фрер-Орбан — (1878–1884);
21. Альфонс де Море — (1884);
22. Марі Жозеф де Ріке де Караман — (1884–1892);
23. Огюст Беєрнарт — (1892);
24. Хендрік де Мероде-Вестерлоо — (1892–1895);
25. Жюль де Бюрле — (1895–1896);
26. Жак Брассен — (1896);
27. Поль де Фавро — (1896–1907);
28. Жюльєн Давіньон — (1907–1916);
29. Ежен Байєнс — (1916–1917);
30. Шарль де Броквіль — (1917–1918);
31. Поль Іманс — (1918–1920);
32. Леон Делакруа — (1920);
33. Анрі Жаспар — (1920–1924);
34. Поль Іманс — (1924–1925);
35. Альберік Рюзетт — (1925);
36. Еміль Вандервельде — (1925–1927);
37. Поль Іманс — (1927–1934);
38. Анрі Жаспар — (1934);
39. Поль Іманс — (1934–1935);
40. Пауль ван Зеєланд — (1935–1936);
41. Поль-Анрі Спаак — (1936–1939);
42. Поль Іманс — (1939);
43. Ежен Судан — (1939);
44. Альбер Девез — (1939);
45. Поль-Анрі Спаак — (1940–1944);
46. Пауль ван Зеєланд — (1949–1954);
47. Поль-Анрі Спаак — (1954–1957);
48. Віктор Ларок — (1957–1958);
49. Пьєр Віньї — (1958–1961);
50. Поль-Анрі Спаак — (1961–1966);
51. Пьєр Шарль Армель — (1966–1973);
52. Ренаат ван Ілсланде — (1973–1977);
53. Анрі Симоне — (1977–1980);
54. Шарль-Фердінанд Нотон — (1980–1981);
55. Лео Тіндеманс — (1981–1989);
56. Марк Ейскенс — (1989–1992);
57. Віллі Клас — (1992–1994);
58. Франк Ванденбрук — (1994–1995);
59. Ерік Дерік — (1995–1999);
60. Луї Мішель — (1999–2004);
61. Карел де Гюхт — (2004–2009);
62. Ів Летерм — (2009–2009);
63. Стевен Ванакере — (2009–2011);
64. Дідьє Рейндерс — (2011—2019);
65. Філіпп Ґоффін[en] — (2019—2020);
66. Софі Вільмес — (1 жовтня 2020 — 14 липня 2022);
67. Александер де Кроо — (21 квітня 2022 — 14 липня 2022, в. о.;
68. Аджа Лябіб — (з 14 липня 2022).